# Kehinde Wiley
Kehinde Wiley (Los Angeles, 1977) è un pittore statunitense. È noto per i suoi ritratti di persone nere contemporanee fortemente realistici in pose eroiche, derivate dall'arte antica.

## Biografia
È cresciuto a Los Angeles in California assieme a sua madre ed ai suoi cinque fratelli. Suo padre è di etnia Yoruba ed è originario della Nigeria, mentre sua madre è afroamericana. Sin da bambino, sua madre ha sempre sostenuto il suo interesse per l'arte e lo ha iscritto a corsi d'arte dopo la scuola. All'età di dodici anni ha frequentato per un breve periodo una scuola d'arte in Russia. Wiley non è cresciuto con suo padre e all'età di vent'anni si è recato in Nigeria per ricercare le sue radici ed incontrarlo. Apertamente gay, ha conseguito il Bachelor of Fine Arts (BFA) al San Francisco Art Institute nel 1999 ed il MFA alla Yale University School of Art nel 2001.
La sua carriera artistica è iniziata ritraendo uomini afro-americani della strada riprendendo le pose di modelli degli artisti classici. In seguito ha dipinto numerosi personaggi famosi, sempre di colore, mischiando storia dell'arte e contemporaneità. I suoi soggetti sono spesso rappresentati su sfondi con temi decorativi dalle tinte molto sgargianti. Nell'ottobre 2017 è stato incaricato di ritrarre Barack Obama per la Smithsonian National Gallery of Portraits, il museo di Washington ove sono conservati i ritratti ufficiali dei presidenti statunitensi. Sarà il primo pittore afroamericano ad esporre una propria opera nella galleria.

## Opere

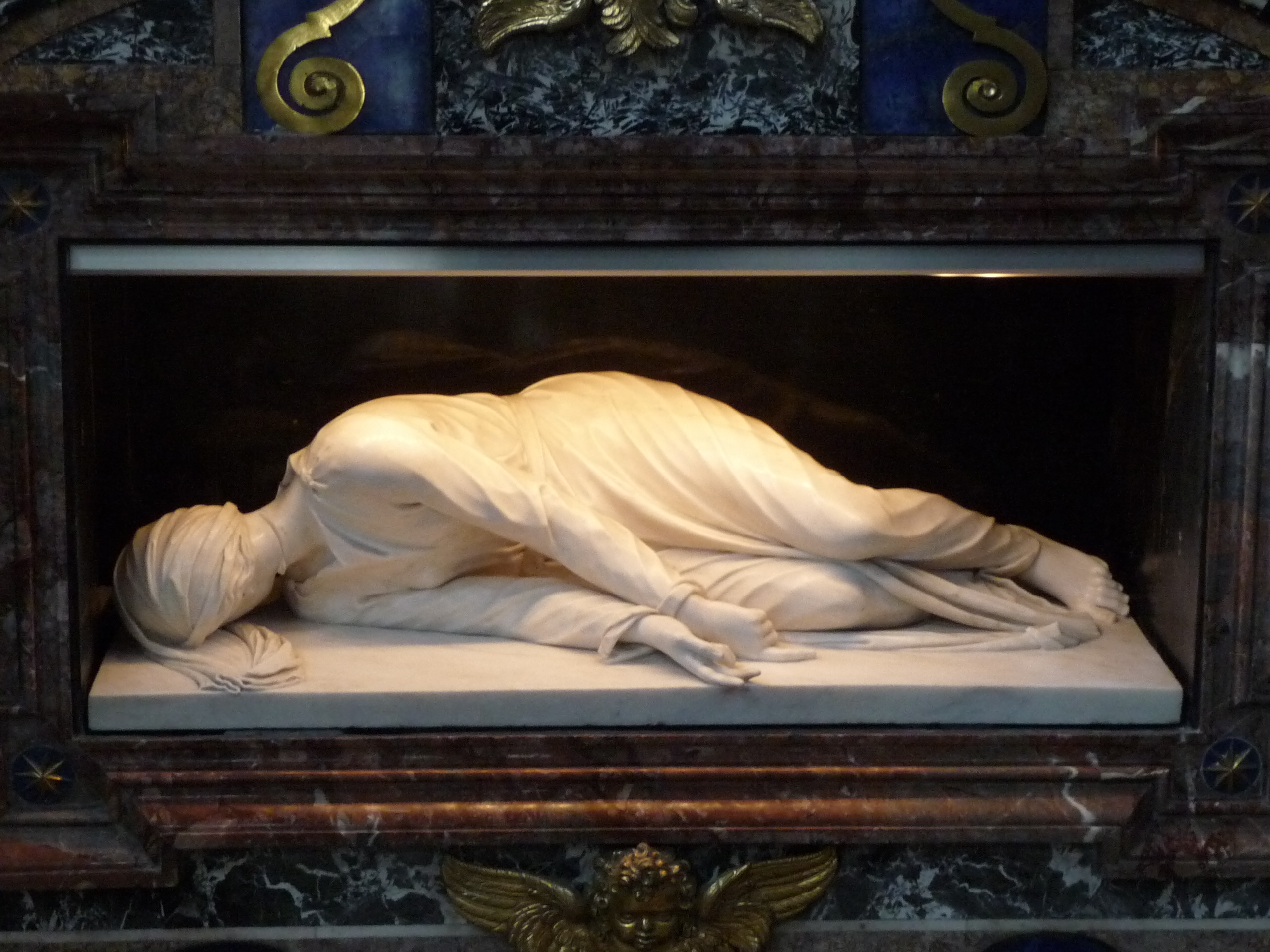
La morte di Santa Cecilia, di Stefano Maderno